# ييلتسوفكا (ألطاي)
ييلتسوفكا (بالروسية: Ельцовка) هي مدينة في مقاطعة ألطاي كراي في روسيا. يبلغ عدد سكانها حوالي 3222 نسمة.